# Frederik Vanderbiest
Frederik (Fred) Vanderbiest (Vilvoorde, 10 oktober 1977) is een Belgisch voetbalcoach en voormalig profvoetballer.

## Carrière
Vanderbiest doorliep de jeugd van het toenmalige RWDM. Op negentienjarige leeftijd maakte hij zijn debuut in het eerste elftal. Op de laatste speeldag van het seizoen 1996/97 liet trainer René Vandereycken hem invallen, tegen KRC Harelbeke. In het duel, dat in 2-2 eindigde, verving hij na 89 minuten Alan Haydock. Een minuut na zijn invalbeurt maakte RWDM de gelijkmaker.
In het seizoen erna mocht Vanderbiest iets vaker invallen. Tijdens de zevende speeldag liet hij zich negatief opmerken. De middenvelder pakte een rode kaart en zag zijn team in extremis verliezen van KVC Westerlo. RWDM sloot 1997/98 af op de laatste plaats en zakte naar de Tweede Klasse.
In 1998 werd Vanderbiest uitgeleend aan derdeklasser RW Walhain. Een seizoen later belandde hij, net als ploeggenoten Danny Sidibe en Christophe Philippe, bij derdeklasser Union Saint-Gilloise, waar hij een vaste waarde werd.
In 2000 haalde RWDM hem terug. De middenvelder werd, onder trainer Ariël Jacobs en diens opvolger Patrick Thairet, een vaste waarde. Via de eindronde wist de club dat jaar de promotie naar de Eerste klasse af te dwingen.
Vanderbiest zelf bleef echter in de tweede afdeling actief. Hij werd in de zomer van 2001 geruild met rechtsbuiten Charles Okonedo. De Nigeriaan verliet KSV Roeselare voor RWDM, terwijl Vanderbiest de omgekeerde beweging maakte. Na enige tijd werd hij ook aanvoerder. In 2005 werd Roeselare vicekampioen in de Tweede Klasse. De club slaagde erin om de eindronde te winnen, en promoveerde zo voor het eerst naar de hoogste afdeling. Vanderbiest, die zowel in 2005 als in 2006 door de supporters verkozen werd tot speler van het jaar, speelde nog tweeënhalf jaar in de hoogste afdeling, bij Roeselare.
Tijdens de winterstop van 2007/08 ruilde Vanderbiest Roeselare in voor toenmalig neo-eersteklasser FCV Dender. In het team van trainer Johan Boskamp werd hij een ploeggenoot van onder anderen Timothy Derijck, Eric Deflandre, David Destorme en Steven De Petter. Dender wist dat seizoen de degradatie net te vermijden.
In augustus 2008 leende Dender hem voor een seizoen uit aan tweedeklasser Oud-Heverlee Leuven. Bij de Leuvense club werd hij een ploeggenoot van onder anderen Denis Odoi, Bjorn Ruytinx, Ivica Jaraković en Nils Schouterden. Vanderbiest speelde dat seizoen bijna alle wedstrijden.
De inmiddels 31-jarige middenvelder stapte na zijn Leuvense avontuur over naar KV Oostende. In zijn eerste seizoen voor Oostende eindigde de kustploeg op de zevende plaats. In februari 2011 werd trainer Pister echter ontslagen, en stelde het bestuur Vanderbiest aan als trainer. Hij loodste Oostende in 2011/12 naar de vierde plaats en een eindrondedeelname. In het seizoen erna schakelden de troepen van Vanderbiest eersteklassers Oud-Heverlee Leuven en Waasland-Beveren uit in de Beker van België. Op 7 april 2013 veroverde hij met Oostende de titel in de Tweede Klasse.
Vanderbiest promoveerde mee met Oostende naar de hoogste afdeling. In 2013/14 verzekerde KVO zich probleemloos van het behoud, Vanderbiest loodste de club naar een negende plaats en een eindzege in play-off II. In de Beker van België bereikte hij de halve finale. In 2014/15 bleef hij aan als trainer.
Eind april 2015 raakte bekend dat Vanderbiest en KV Oostende, na een jaar waarin de hoge verwachtingen niet helemaal werden ingelost, na het seizoen uit elkaar zouden gaan.
Op 19 mei 2016 werd Vanderbiest de nieuwe trainer van Antwerp FC. Bij de Antwerpse club, die in het seizoen daarvoor nipt naast de promotie naar de Jupiler Pro League had gegrepen, ondertekende hij een contract voor een seizoen met optie voor een langere termijn. In oktober 2016 werd hij er ontslagen wegens tegenvallende prestaties in de nagelnieuwe Eerste klasse B. Op het einde van het seizoen dwong Antwerp onder leiding van Wim De Decker toch promotie af naar de Jupiler Pro League. Vanderbiest was in het seizoen 2016/17 ook even werkzaam bij de Cypriotische eersteklasser Aris Limassol, maar daar werd hij kort na de jaarwisseling na amper twee maanden dienstverband ontslagen.

## Statistieken

### Als speler
| Seizoen | Club                   | Competitie         | Duels | Goals |
| ------- | ---------------------- | ------------------ | ----- | ----- |
| 1996/97 | RWDM                   | Jupiler League     | 1     | 0     |
| 1997/98 | RWDM                   | Jupiler League     | 8     | 0     |
| 1998/99 | → RW Walhain           | Derde Klasse       | 22    | 5     |
| 1999/00 | → Union Saint-Gilloise | Derde Klasse       | 26    | 3     |
| 2000/01 | RWDM                   | Tweede Klasse      | 32    | 2     |
| 2001/02 | KSV Roeselare          | Tweede Klasse      | 29    | 4     |
| 2002/03 | KSV Roeselare          | Tweede Klasse      | 32    | 2     |
| 2003/04 | KSV Roeselare          | Tweede Klasse      | 32    | 2     |
| 2004/05 | KSV Roeselare          | Tweede Klasse      | 29    | 4     |
| 2005/06 | KSV Roeselare          | Jupiler Pro League | 32    | 0     |
| 2006/07 | KSV Roeselare          | Jupiler Pro League | 30    | 2     |
| 2007/08 | KSV Roeselare          | Jupiler Pro League | 16    | 0     |
| 2007/08 | FCV Dender             | Jupiler Pro League | 14    | 0     |
| 2008/09 | → Oud-Heverlee Leuven  | Tweede Klasse      | 31    | 9     |
| 2009/10 | KV Oostende            | Tweede Klasse      | 34    | 4     |
| 2010/11 | KV Oostende            | Tweede Klasse      | 16    | 0     |
| TOTAAL  | TOTAAL                 | TOTAAL             | 384   | 37    |

### Als trainer
| Seizoen | Club          | Competitie         | Plaats | Opmerking                       |
| ------- | ------------- | ------------------ | ------ | ------------------------------- |
| 2010/11 | KV Oostende   | Belgacom League    | 9e     | Vanaf februari 2011             |
| 2011/12 | KV Oostende   | Belgacom League    | 4e     | Deelname eindronde              |
| 2012/13 | KV Oostende   | Belgacom League    | 1e     | Kwartfinale beker van België    |
| 2013/14 | KV Oostende   | Jupiler Pro League | 9e     | Halve finale beker van België   |
| 2014/15 | KV Oostende   | Jupiler Pro League | 10e    | Achtste finale beker van België |
| 2015/16 | Cercle Brugge | Proximus League    | 5e     |                                 |
| 2016/17 | Antwerp FC    | Proximus League    |        | Ontslag op 11 oktober 2016.     |
| 2016/17 | Aris Limasol  | A Divizion         |        | Vanaf 2 november 2016.          |

## Privé
Vanderbiest is gehuwd en heeft één dochter.
1 De Wolf ·
3 Marsà ·
4 Raemaekers ·
8 Konaté ·
9 Ngoy ·
10 Dahl ·
11 Storm ·
14 Raman ·
15 Thoelen ·
16 Schoofs ·
17 Belghali ·
19 Mrabti ·
20 Lauberbach ·
22 Mirás ·
27 Vanrafelghem ·
31 Annell ·
33 Hammar ·
35 Bafdili ·
36 Yeboah ·
38 Antonio ·
40 Van Hof ·
77 Pflücke ·
Coach: Vanderbiest
· Assistent-coach: ?